# Cuatro Motores para Europa

Los cuatro motores de Europa dentro de la UE de 1988 (azul pálido).

Los Cuatro Motores para Europa es el nombre dado a un tratado firmado en 1988 que asocia cuatro regiones europeas. En aquella época estaba conformado por cuatro zonas altamente industrializadas[cita requerida] de Europa: la región Rhône-Alpes en Francia, con centro en Lyon, la región de Lombardía en Italia, centrada en Milán, la región de Cataluña en España, centrada en Barcelona, y Baden-Württemberg en Alemania, centrada en Stuttgart. El 9 de septiembre de 1988, en Estocolmo (Suecia) los presidentes de los cuatro territorios firmaron un acuerdo, llamado el "Memorándum", para aumentar la cooperación económica y social entre las regiones. El acuerdo fue que las cuatro regiones habían de cooperar en una relación a largo plazo en los campos de la ciencia, investigación, educación, medio ambiente, cultura y otros sectores. El propósito de esta relación era proporcionar una fuerza de unificación en Europa, así como el aumento del potencial de crecimiento económico dentro de las cuatro regiones. Estas regiones se centraban en el intercambio de información entre sí para ampliar su tecnología y en I+D. Regiones como Gales o Flandes también estaban asociadas con este grupo para participar en ciertas iniciativas.
Después de más de dos décadas, y grandes crisis de carácter económico y social, que han disminuido el crecimiento de Europa, el proyecto sólo continúa activo en su aspecto social, centrado en tecnologías verdes, tratamiento efectivo de aguas residuales o biomasa, o proyectos relacionados con las SmartCities.
Respecto al aspecto económico, las cuatro zonas del tratado en la actualidad, ya sólo suponen el 6% de la economía de la Unión Europea. Alemania se postula como el motor económico de Europa y sus regiones como Baviera son de las más poderosas económicamente. En este club selecto destaca Wüttemberg, así como la ciudad de Frankfurt, centro financiero actual de Alemania. Rhônes-Alpes sigue siendo una región rica, pero ya no es comparable a la Isla de Francia. Regiones muy prósperas de Inglaterra o Países Bajos, han aparecido en la escena europea como actores económicos destacados. Respecto al caso español, Madrid consiguió superar a Cataluña en PIB per cápita, tendencia opuesta a la ocurrida en la década de los 90.
Se ha señalado en diversas ocasiones que el nombre de la asociación se ha instrumentalizado para defender el independentismo catalán.

## Regiones que conformaban el tratado de 1988
| Territorio        | País     | Superficie (km²) | Población  | Mapa |
| ----------------- | -------- | ---------------- | ---------- | ---- |
| Baden-Württemberg | Alemania | 35.752           | 10.718.327 |      |
| Cataluña          | España   | 32.106           | 7.512.381  |      |
| Lombardía         | Italia   | 23.863           | 9.909.348  |      |
| Rhône-Alpes       | Francia  | 43.698           | 6.160.000  |      |